# كندرا ويلكنسون
كندرا ويلكنسون (بالإنجليزية: Kendra Wilkinson)‏ (من مواليد 12 يونيو 1985) هي شخصية تلفزيونية أمريكية اكتسبت شهرتها بعد أن اخذت دور في مسلسل (The Girls Next Door)

## وصلات خارجية
- كندرا ويلكنسون على موقع IMDb (الإنجليزية)
- كندرا ويلكنسون على موقع ألو سيني (الفرنسية)
- كندرا ويلكنسون على موقع ميوزك برينز (الإنجليزية)
- كندرا ويلكنسون على موقع أول موفي (الإنجليزية)
- كندرا ويلكنسون على موقع إن إن دي بي (الإنجليزية)
- كندرا ويلكنسون على موقع ديسكوغز (الإنجليزية)
- كندرا ويلكنسون على موقع قاعدة بيانات الفيلم (الإنجليزية)
- كندرا ويلكنسون على موقع كينوبويسك (الروسية)

1. ↑  Internet Movie Database (بالإنجليزية), QID:Q37312
2. ↑  Babelio | Kendra Wilkinson (بالفرنسية), QID:Q2877812
3. ↑  Babesdirectory | Kendra Wilkinson (بالإنجليزية), QID:Q108899911